# 浅村廉
浅村 廉（あさむら きよし 1909年11月6日 - 1994年7月6日）は、日本の経済企画官僚。

## 来歴
東京府立一中、第一高等学校文甲を経て、1935年、東京帝國大学法学部を卒業。台湾銀行入行。高等文官試験行政科合格を経て、朝鮮総督府入庁。財務局勤務などを経て、経済企画庁総合開発局長。その後、道路公団副総裁を経て、1968年4月から1977年9月まで住宅金融公庫に総裁としてその椅子にあった。1980年4月、勲二等旭日重光章を受章。
| スタブアイコン | サブスタブ | この項目は、まだ閲覧者の調べものの参照としては役立たない、人物に関連した書きかけの項目です。この項目を加筆・訂正などしてくださる協力者を求めています（P:人物伝/PJ:人物伝）。 |